# Stadtbus Lindau

Schriftzug des Stadtbus Lindau

Der Stadtbus Lindau (Eigenschreibweise: STADTBUS LINDAU) ist das ÖPNV-System der Stadt Lindau (Bodensee). Ferner werden auch die benachbarten Gemeinden Weißensberg und Bodolz tangiert. Der Stadtbus Lindau befördert auf fünf Linien 2,5 Millionen Fahrgäste jährlich.
Der Betreiber des Stadtbusses Lindau ist der Stadtverkehr Lindau (B) GmbH, ein Tochterunternehmen der Stadtwerke Lindau (B) GmbH & Co. KG.
Das Lindauer Stadtbuskonzept aus dem Jahr 1994  diente als Vorbild für zahlreiche weitere später eingeführte Systeme in Europa. 1996 wurde der Stadtbus Lindau deshalb beispielsweise vom Rat der Gemeinden und Regionen Europas mit dem zweiten Platz beim Europäischen Preis für öffentlichen Verkehr ausgezeichnet.

## Geschichte

### Ausgangslage
Der erste motorisierte Stadtomnibus in Lindau verkehrte am 29. April 1925, drei Jahre, nachdem sich die bis dahin selbständigen Festlandsgemeinden Aeschach, Hoyren und Reutin mit der Inselstadt Lindau vereinigt hatten. Es verkehrten zwei Fronthauber-Omnibusse von Magirus auf der Linie A zur Nestlé-Milchfabrik in Rickenbach und auf der Linie B zum Gasthaus Bulligan in Schönau, geführt vom eigens hierfür gegründeten Eigenbetrieb Städtischer Kraftomnibusverkehr. Der Fahrpreis betrug je nach Länge der Fahrstrecke zwischen 15 und 25 Pfennige.
Darüber hinaus verband schon seit dem 19. Jahrhundert die Staatsbahn die Lindauer Ortsteile miteinander, im Stadtgebiet befanden sich zeitweise bis zu neun Eisenbahn-Stationen. Neben den heute noch bedienten Betriebsstellen Lindau-Insel, Lindau-Reutin und Lindau-Aeschach waren dies die Stationen Schönau, Oberreitnau und Rehlings an der Bahnstrecke Buchloe–Lindau sowie Lindau Langenweg, Lindau Strandbad und Lindau-Zech an der Bahnstrecke Lindau–Bludenz.
Diese Betriebsstellen wurden von der Deutschen Bundesbahn (DB) im Laufe der Jahre aufgelassen. Zunächst zum 1. Januar 1960 Zech, Strandbad, Langenweg und Schönau, 1983 schließlich auch Oberreitnau und Rehlings. Ferner wurde der Haltepunkt Lindau-Aeschach fortan nur noch von den Zügen auf der Bahnstrecke Friedrichshafen–Lindau bedient.

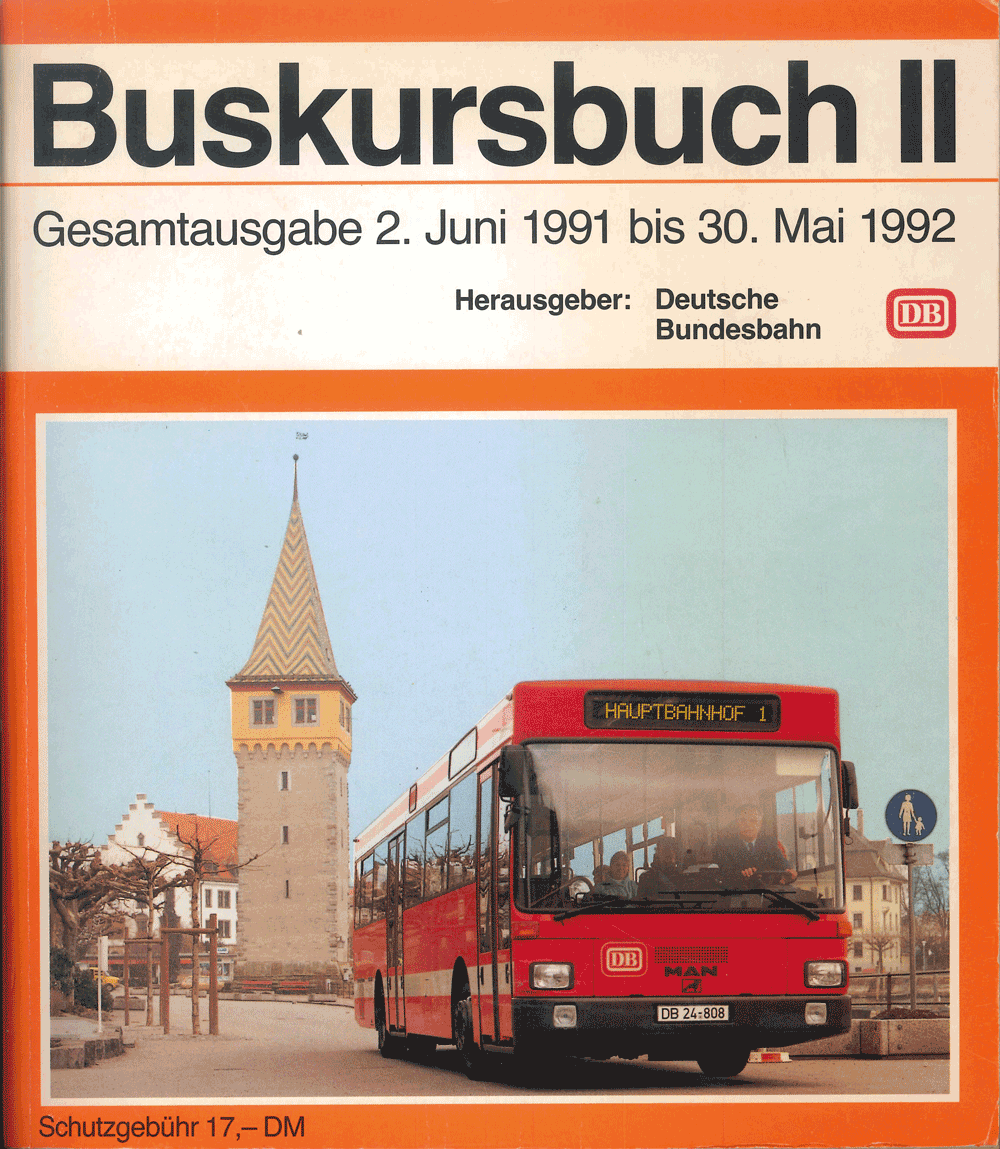
Ein MAN SL 202 im Einsatz auf der Stadtverkehrslinie 1 auf dem Einband des Buskursbuchs von 1991/1992, im Hintergrund der Mangturm

Als Ersatz für die entfallenden Zugverbindungen weitete die Stadt Lindau als Konzessionsinhaberin 1954 ihren Stadtbusverkehr entsprechend aus, wobei dieser fortan durch den Geschäftsbereich Bahnbus der Deutschen Bundesbahn betrieben wurde. Es entstand im Laufe der Jahre ein Netz aus sechs Radiallinien, die von der Insel aus fächerförmig die Stadtteile und das nähere Umland bedienten, auf der Insel aber nur auf direktem Weg zum ehemaligen Hauptbahnhof und von dort wieder zurück aufs Festland fuhren:
- Linie 1: Lindau Hbf – Oberhochsteg
- Linie 2: Lindau Hbf – Unterreitnau
- Linie 3: Lindau Hbf – Oberreitnau (Esseratsweiler)
- Linie 4: Lindau Hbf – Weißensberg
- Linie 5: Lindau Hbf – Nonnenhorn
- Linie 6: Lindau Hbf – Bregenz, Gemeinschaftsbetrieb mit dem Kraftwagendienst der ÖBB

Dieser Stadtverkehr grenzte sich nicht nur durch einen eigenständigen Tarif sowie seine niedrigen Liniennummern, deutsche Bahnbuslinien hatten üblicherweise vierstellige Liniennummern, sondern auch durch den Einsatz von echten Stadtbussen ab. So kamen bei der Einsatzstelle Lindau beispielsweise die Bauarten MAN 750 HO V11 Metrobus, MAN 750 HO, MAN SL 200 und MAN SL 202 zum Einsatz.
Hinzu kamen klassische Bahnbus-Überlandlinien wie die Linie 7587 nach Friedrichshafen, die Linie 9792 Lindau Hbf–Heimenkirch–Lindenberg–Simmerberg–Oberreute oder die Verbindungen nach Hergatz, Oberstaufen und Wangen im Allgäu. Diese verkehrten aber vergleichsweise selten und spielten daher für den Stadtverkehr nur eine untergeordnete Rolle. 1989 wurde schließlich der Bahnbusverkehr im Regierungsbezirk Schwaben und im nördlichen Oberbayern in die privatrechtliche Regionalbus Augsburg GmbH (RBA) eingebracht, die somit vorübergehend auch den Lindauer Stadtverkehr übernahm. Weiterhin nicht vom öffentlichen Verkehr erschlossen war die belebte aber verwinkelte – und für konventionelle Omnibusse zu enge – Lindauer Altstadt auf der Insel.
Zur Verbesserung der Verkehrssituation im Stadtgebiet wurde deshalb zum 22. Oktober 1994 der Stadtbus Lindau ins Leben gerufen, wobei die bisherigen Linienäste teilweise zu Durchmesserlinien zusammengefasst wurden. Als Vorbild diente der drei Jahre ältere Stadtbus Dornbirn in der circa 20 km südlich von Lindau gelegenen Stadtgemeinde. Schon am 16. Oktober 1993 ging außerdem das gleichartige Stadtbussystem im nahen Bregenz in Betrieb.

### Betriebsentwicklung

#### Betreiber
Der Stadtbus wurde anfangs gemeinsam von den Stadtwerken Lindau (B) GmbH & Co. KG und der Regionalbus Augsburg GmbH betrieben. Die RBA war dabei für die Durchführung des eigentlichen Fahrbetriebs zuständig, sie unterhält in Lindau einen von insgesamt sechs Standorten. Die Stadtwerke waren zwar von Beginn an Konzessions-Inhaber der Stadtbuslinien, besaßen selbst jedoch keine eigenen Fahrzeuge.
Nach einer internationalen Ausschreibung erhielt die RBA im Dezember 2001 erneut den Zuschlag für den Betrieb des Stadtbusses, der neue Vertrag begann im Herbst 2002. Sie konnte sich damals gegen neun Mitbewerber durchsetzen.
Zum 1. Oktober 2010 wurde der Stadtbus von der Stadt Lindau im Rahmen einer In-House-Vergabe übernommen. Für die Betriebsführung ist seither nicht mehr die RBA, sondern die neu gegründete Stadtverkehr Lindau (B) GmbH zuständig. Diese ist eine hundertprozentige Tochter der Lindauer Stadtwerke.

#### Fuhrpark

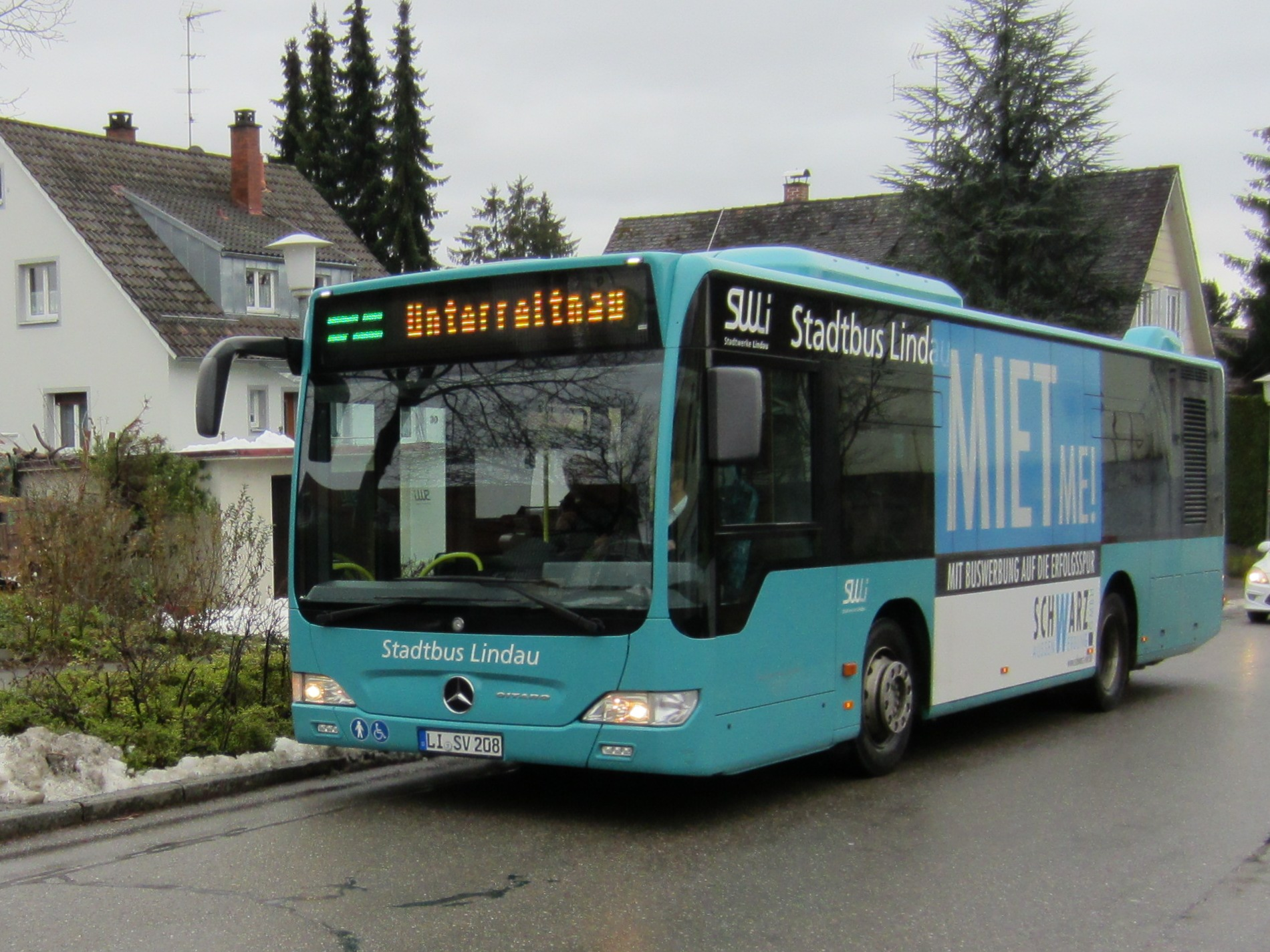
Mercedes-Benz Citaro K auf der Linie 2

Ursprünglich bestand der Fuhrpark aus zehn Midibussen des Typs Neoplan N 4011 die im Jahr 1994 zur Eröffnung des Betriebs beschafft wurden. Aufgrund des großen Erfolgs des Systems wurden 1997 vier Fahrzeuge des gleichen Typs nachbestellt.
Infolge der Neuausschreibung im Jahr 2001 wurden die zehn Busse aus dem Eröffnungsjahr im Jahr 2002 durch elf modernere Neoplan N 4411 (Centroliner) ersetzt. Sie verfügten unter anderem über eine automatische Haltestellenansage. Der Fahrzeugbestand erhöhte sich somit von 14 auf 15 Busse.
2004 schieden dann schließlich auch die vier Busse der Nachbestellung von 1997 aus dem Bestand. Sie wurden im gleichen Jahr durch fünf dreitürige Solobusse des Typs MAN Lion’s City A21 (NL 313) ersetzt. Somit erhöhte sich der Bestand ein weiteres Mal, von 15 auf fortan 16 Busse. Allerdings konnten die großen MAN-Busse nicht in der engen Lindauer Altstadt verkehren, sie kommen daher nicht auf den Linien 2 und 5 zum Einsatz.
Infolge des Betreiberwechsels zum 1. Oktober 2010 wurde der Wagenpark auf neun Midibusse des Typs Mercedes-Benz Citaro K und fünf Standardbusse des Typs Mercedes-Benz Citaro umgestellt – alle in dreitüriger Ausführung.

#### Corporate Identity
Besonders Merkmal des Lindauer Stadtbus-Systems ist das einheitliche Corporate Identity. Alle Fahrzeuge, Haltestellensäulen, -tafeln und Publikationen sind im Türkis-farbenen Stadtverkehr-Design lackiert. Dieses Farbkonzept soll einen hohen Wiedererkennungswert gewährleisten und ist somit elementarer Bestandteil des Gesamtkonzepts. Um dieses einheitliche Erscheinungsbild nicht zu verwässern wird beispielsweise auch auf ganzflächige Außenwerbung an den Fahrzeugen verzichtet.

#### Fahrplankonzept bis Dezember 2020
| Linie | Fahrtweg | Länge   | Haltestellen | Kennfarbe |
| ----- | --- | ------- | ------------ | --------- |
| 1     | Oberhochsteg–Wannental–Oberreutin–Reutin–Aeschach–ZUP–Hauptbahnhof/Insel                                                      | 8,2 km  | 21           | rot       |
| 2     | Unterreitnau–Schönau–Hoyren–Hochbuch–Heimesreutin–Aeschach–ZUP–Westliche Insel–Hauptbahnhof/Insel                             | 11,7 km | 21           | grün      |
| 3     | Oberreitnau Nord–Schönau–Hoyren–Aeschach–ZUP–Reutin–Rickenbach–Grenzsiedlung/Zech                                             | 12,3 km | 27           | gelb      |
| 4     | Niederhaus–(Gitzenweiler Hof–)Rehlings/Weißensberg*–Motzach–Oberreutin–Aeschach–ZUP–(Bad) Schachen–Bodolz-Enzisweiler*–Alwind | 13,2 km | 25           | violett   |

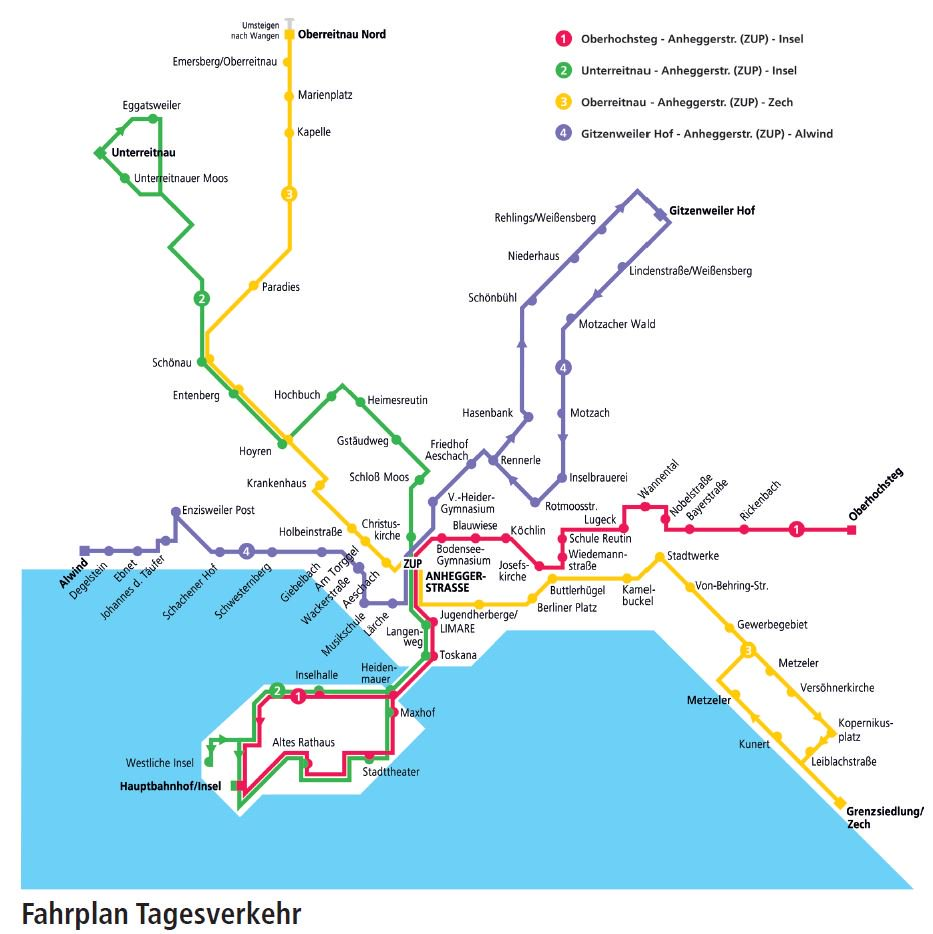
Stadtbusnetz 2018

*außerhalb des Lindauer Stadtgebietes

#### Kurzzeitiges neues Betriebskonzept im Jahr 2016
Im März 2016 wurde ein neues bedarfsorientiertes Stadtbussystem eingeführt. Es wurde ein Tagesverkehr und ein Spätverkehr unterschieden. Durch neue Linienkonzepte wurde das bisherige System komplexer. Ende 2016 wurde die Regelung zurückgenommen und der Stadtbus kehrte zum durchgängigen Halbstundentakt zurück.

#### Erweiterung im Jahr 2020

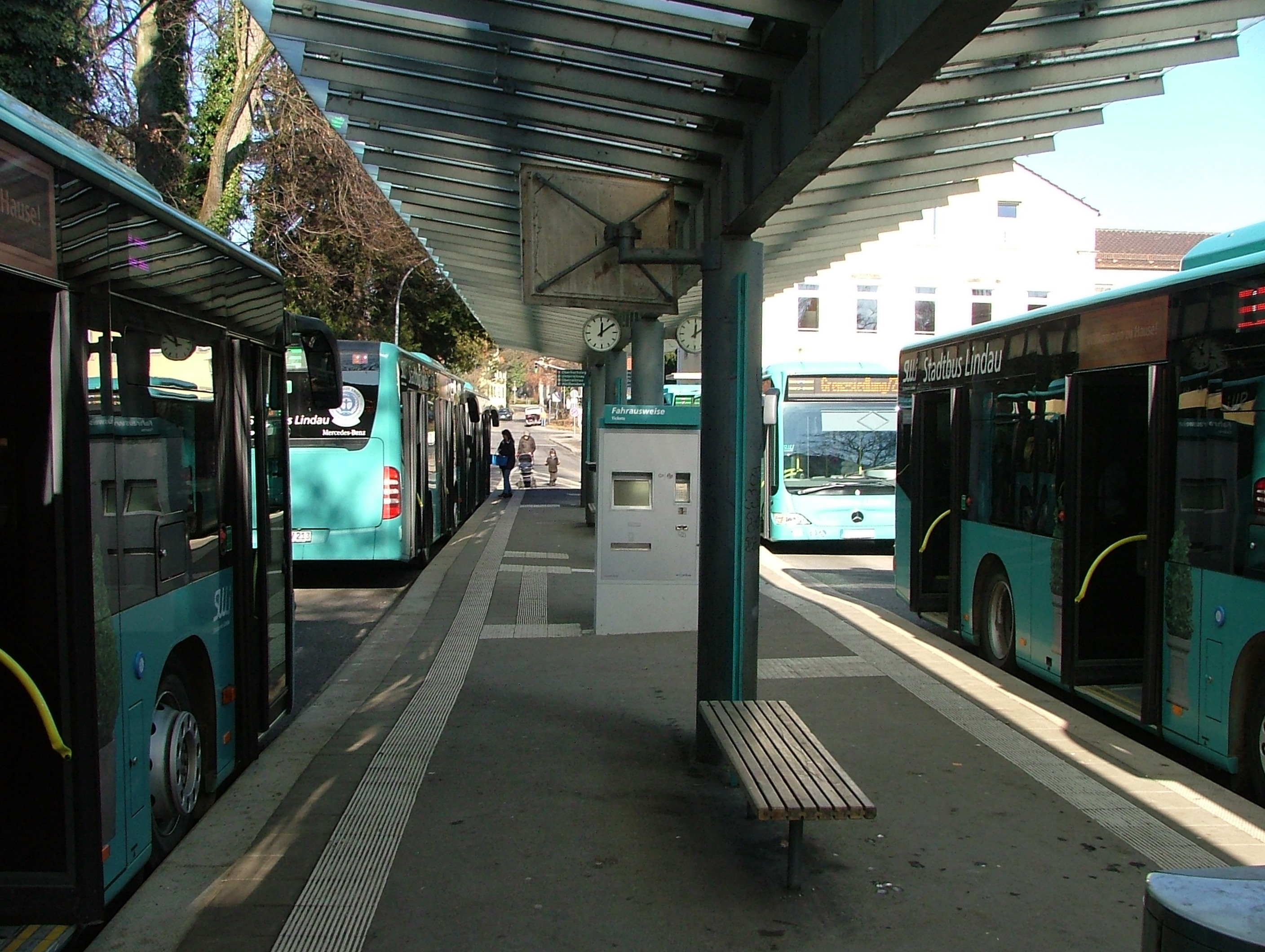
Der ZUP im Jahr 2011

Im Zuge des Projekts Lindau 21 und der Wiederaufnahme des Personenverkehrs im Bahnhof Lindau-Reutin begannen im Jahr 2016 Planungen für eine neue Linienführung.
Zum 1. Januar 2018 trat der Landkreis Lindau dem Bodensee-Oberschwaben Verkehrsverbund bodo bei. Nach dessen Konzept mussten Kreis und Stadt Lindau Anpassungen vornehmen, die Auswirkungen auf den Stadtverkehr hatten.
Die Linie 1 fährt zwischen ZUP und Oberhochsteg im Ringverkehr, fährt ab ZUP den Reutiner Bahnhof an und fährt über die Rickenbacher Straße in die Schulstraße und folgt damit der bisherigen Linie 1 bis nach Oberhochsteg und von dort aus auf gleicher Strecke zurück zum ZUP. Die Linie 2 verkehrt von der Insel über den Inselkern und den ZUP nach Oberreitnau. Die Linie 3 fährt von Unterreitnau über die Tobelstraße, dem ZUP zur Haltestelle „Versöhnerkirche“ in Zech und bedient über einen Abstecher über den Kamelbuckel die neue Haltestelle „Therme Lindau“. Die Linie 4 fährt jetzt den Köchlin an. Die Linie 5 kam neu hinzu. Sie fährt von der Insel über die Zwanzigerstraße zum ZUP, von dort weiter via Bodensee-Gymnasium, Blauwiese, Köchlin und Josefskirche zum Berliner Platz. Von dort aus über die Bregenzer Straße bis zur Grenzsiedlung in Zech. In der Kemptener Straße wurde in jeder Richtung eine neue Haltestelle „Josefskirche“ eingerichtet. Da die Haltestelle „Bahnhof Reutin“ zum Start noch nicht fertiggestellt war, hielten die Busse der Linien 1 und 3 zunächst in beiden Richtungen in der Rickenbacher Straße an der Haltestelle Berliner Platz. Die Haltestelle der Linie 5 ist beidseitig in der Bregenzer Straße.

## Fahrplankonzept

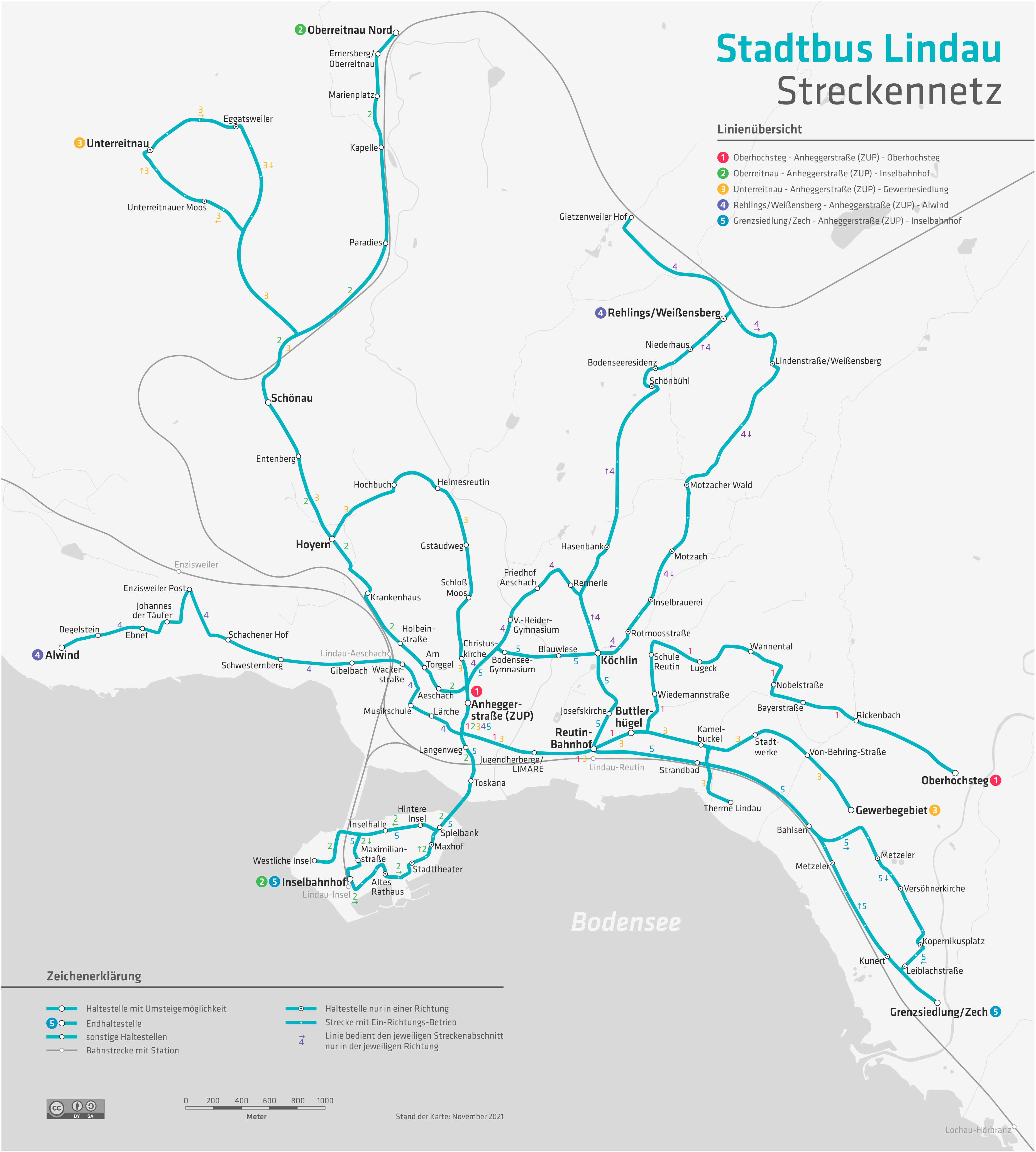
Das Lindauer Stadtbusnetz

Fünf Linien verkehren an allen Wochentagen durchgängig im 30-Minuten-Takt und bedienen zusammen circa 80 Haltestellen. Mit diesem engmaschigen Haltestellennetz wurden alle zehn Lindauer Stadtteile sowie die eigenständige Nachbargemeinde Weißensberg und die südlichen Ortsteile Enzisweiler und Ebnet der ebenfalls eigenständigen Gemeinde Bodolz abgedeckt.
Komplizierte Linienführungen und Doppelbedienungen wurden bewusst vermieden. Vollständig vermieden wurden auch variierende Fahrstrecken oder wechselnde Endpunkte. Die Linien wurden durch Kennfarben gekennzeichnet. Die Haltestelle Anheggerstraße im Stadtteil Aeschach fungierte als sogenannter Zentraler Umsteigepunkt, abgekürzt ZUP.
| Linie | Fahrtweg | Länge   | Haltestellen | Kennfarbe |
| ----- | --- | ------- | ------------ | --------- |
| 1     | Oberhochsteg–Wannental–Oberreutin–Reutin–ZUP–Oberhochsteg                                                                     | 4,4 km  | 12           | rot       |
| 2     | Oberreitnau–Schönau–Hoyren–Hochbuch–Heimesreutin–Aeschach–ZUP–Westliche Insel–Inselbahnhof                                    | 9,2 km  | 24           | grün      |
| 3     | Unterreitnau–Schönau–Hoyren–Aeschach–ZUP–Reutin–Rickenbach–Gewerbegebiet–Versöhnerkirche (Zech)                               | 8,4 km  | 21           | gelb      |
| 4     | Niederhaus–(Gitzenweiler Hof–)Rehlings/Weißensberg*–Motzach–Oberreutin–Aeschach–ZUP–(Bad) Schachen–Bodolz-Enzisweiler*–Alwind | 13,2 km | 25           | violett   |
| 5     | Grenzsiedlung (Zech)–Reutin–ZUP–Inselbahnhof                                                                                  | 6,6 km  | 21           | blau      |

*außerhalb des Lindauer Stadtgebietes
Auch die Betriebszeiten sind saisonunabhängig und stets identisch.
| Montag bis Freitag | von 5:18 Uhr | bis 22:55 Uhr |
| Samstag            | von 7:18 Uhr | bis 22:55 Uhr |
| Sonntag            | von 7:48 Uhr | bis 22:55 Uhr |

## Tarifsystem
Obwohl der Stadtbus Lindau Mitglied im Verkehrsverbund bodo ist besitzt er einen eigenständigen Tarif. In allen Bussen steht je ein mobiler Fahrkartenautomat zur Verfügung, am ZUP steht seit 2010 zusätzlich ein stationärer Automat. Dort befindet sich auch der sogenannte KundenServicePunkt. Die Fahrpreise werden nicht nach Fahrstrecke oder Fahrzeit gestaffelt. Ermäßigte Fahrscheine sowie gesonderte Zeitkarten für Kinder, Schüler und Auszubildende sind rund 50 % des regulären Fahrpreises günstiger.

Tarife ab August 2023
| Ticketart       | Vollpreis | Ermäßigt | Familien | Gruppen | Partner |      | Gültigkeitsraum |
| --------------- | --------- | -------- | -------- | ------- | ------- | ---- | --- |
| Einzelfahrt     | € 2,70    | € 1,40   | € 5,40   |         |         | * #  | Eine Fahrt; Umstieg muss ggf. binnen 30 Minuten, im Spätverkehr binnen 60 Minuten erfolgen                          |
| Tageskarte      | € 5,40    | € 2,70   |          | € 12,50 |         | *ü # | Ab Kaufzeitpunkt 24 Stunden                                                                                         |
| 8-Tageskarte    | € 23,00   | € 10,50  | € 44     |         |         | *ü # | |
| Wochenkarte     |           | € 12,70  |          |         |         | nü   | In der angegebenen Kalenderwoche, nur Werktags; Berechtigungsausweis für Schüler/Studenten/Azubis notwendig         |
| Monatskarte     | € 48,50   | € 38,50  |          |         | € 83,50 | nü   | Im angegebenen Monat; für Ermäßigung Berechtigungsausweis für Schüler/Studenten/Azubis notwendig                    |
| Jahreskarte     | € 492     |          |          |         | € 780   | ü/nü | Ab Kaufzeitpunkt ein Jahr; als Abonnement erhältlich; Partnerjahreskarte nicht übertragbar                          |
| 4-Fahrten Karte | € 9       |          |          |         |         | ü    | Stempelticket für 4 Fahrten; Umstieg muss ggf. jeweils binnen 30 Minuten, im Spätverkehr binnen 60 Minuten erfolgen |

ü: übertragbar; nü: nicht übertragbar; *: 10 % Rabatt bei Bezahlung mit Geldkarte an einem Fahrkartenautomaten im Bus; #: 10 % Rabatt bei Bezahlung mit EC-Karte am stationären Fahrkartenautomaten am ZUP.